# 구라미쓰촌 (히로시마현)
구라미쓰촌(倉光村)은 히로시마현 아시나군에 있던 촌이다. 현재의 후쿠야마시에 해당한다.

## 역사
- 1889년 4월 1일 - 정촌제 시행에 의해 혼지군 구라미쓰촌이 발족하였다.
- 1900년 4월 1일 - 군의 통합에 의해 아시나군에 소속되었다.
- 1913년 7월 1일 - 나카시마촌, 에라촌, 보지촌, 마나구라촌과 합병해 에키야촌이 신설하여 폐지되었다.

## 참고문헌
- 角川日本地名大辞典 34 広島県
- 『市町村名変遷辞典』東京堂出版、1990年